# Băcia
Băcia (Hongaars: Bácsi Duits: Schäfersdorf)is een Roemeense gemeente in het district Hunedoara.
Băcia telt 1832 inwoners, de gemeente bestaat uit vier dorpen Băcia, Petreni (Petrény), Tâmpa (Tompa) en Totia (Nagytóti).

## Bevolking
- in 1850 had het dorp 546 inwoners, 287 Roemenen, 182 Hongaren en 77 Roma.
- in 1910 had het dorp 732 inwoners, 356 Hongaren, 344 Roemenen en 32 Duitsers.
- in 2002 waren er 710 inwoners, 603 Roemenen, 90 Hongaren, 10 Roma en 6 Duitsers.

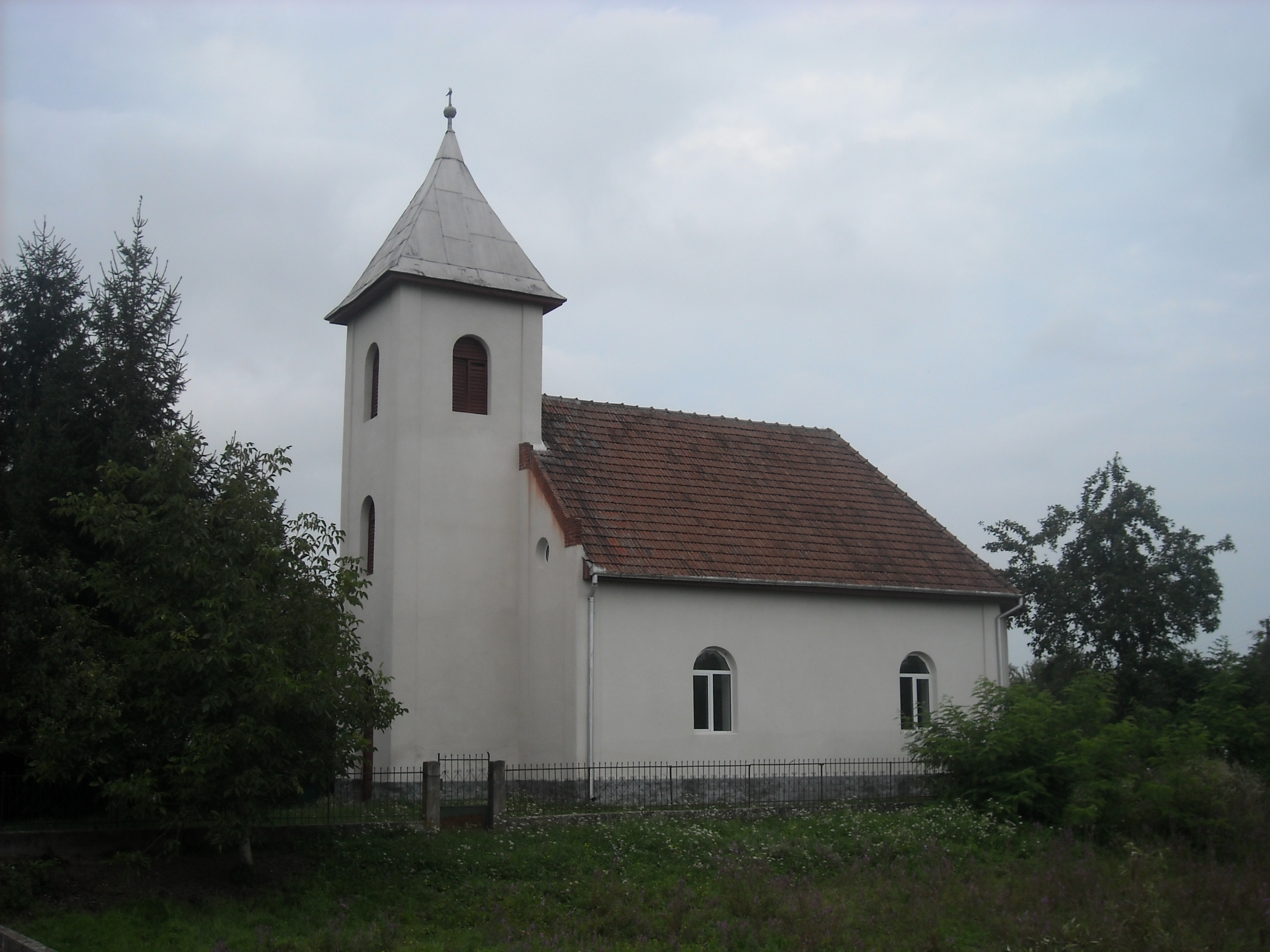
Hongaars Gereformeerde Kerk Băcia